# Loxosceles zapoteca
Loxosceles zapoteca är en spindelart som beskrevs av Willis J. Gertsch 1958. Loxosceles zapoteca ingår i släktet Loxosceles och familjen Sicariidae. Inga underarter finns listade i Catalogue of Life.